# Fernando Paternoster
Fernando Paternoster (Pehuajó, 24 maggio 1903 – Buenos Aires, 6 giugno 1967) è stato un allenatore di calcio e calciatore argentino, di ruolo difensore.

## Palmarès

### Giocatore

#### Nazionale
- Argento olimpico: 1

Amsterdam 1928

### Allenatore

#### Club
- Campionato colombiano: 1

Atlético Nacional: 1954
- Campionato ecuadoriano: 1

Emelec: 1965